# Cervus canadensis roosevelti
Cervus canadensis roosevelti (лат.) —  подвид оленей вапити, обитающий в Северной Америке. Ареал включает леса умеренного пояса на северо-западе Тихоокеанского побережья, в том числе в северной части Калифорнии. Был завезён на острова Афогнак, Кадьяк и Малиновый в 1928 году и реинтродуцирован в Британскую Колумбию в 1986 году.

## История изучения
В декабре 1897 года специалист по млекопитающим Клинтон Харт Меррием описал этот подвид, дав ему название в честь своего друга Теодора Рузвельта, который в то время был помощником министра военно-морских сил США. Желание защитить оленей Рузвельта стало одной из основных причин создания в 1909 году президентом Теодором Рузвельтом национального парка Олимпик. Позже, в 1937 году, президент Франклин Д. Рузвельт посетил этот регион, где наблюдал оленей этого подвида.

## Описание
Вырастает примерно до 1,8–3,0 м в длину и 0,76–1,71 м в высоту в холке. Самцы обычно весят от 320 до 500 кг,  а самки — от 261 до 283 кг. Некоторые взрослые самцы с острова Малинового на Аляске весили почти 590 кг.

## Питание
С конца весны до начала осени питается травянистыми растениями (такими как злаковые и осоковые). В зимние месяцы кормится древесными растениями и кустарниками, в том числе калиной, бузиной, заманихой и молодой порослью хвойных деревьев (псевдотсугой Мензиса и туей складчатой). Также поедает папоротники, чернику,  малину, грибы и лишайники.

## Продолжительность жизни
В дикой природе животное редко живёт дольше 12–15 лет, но известно, что в неволе он может прожить более 25 лет.